# كليبر دادجو
كليبر دادجو (12 أغسطس 1914–23 سبتمبر 1989/1988) هو سياسي وضابط عسكري توغولي،شغل منصب رئيس توغو بصفة مؤقتة من 13 يناير 1967 وذلك بعد الإطاحة بالرئيس نيكولاس جرونتسكي واستمر في المنصب حتى منح المنصب لغناسينغبي إياديما في 14 أبريل 1967.